# Wencheng (socken i Kina)
Wencheng (kinesiska: 温城, 温城乡) är en socken i Kina. Den ligger i provinsen Hebei, i den norra delen av landet, omkring 240 kilometer söder om huvudstaden Peking. Antalet invånare är 23 611. Befolkningen består av 11 595 kvinnor och 12 016 män. Barn under 15 år utgör 17,0 %, vuxna 15-64 år 74 %, och äldre över 65 år 7,0 %.
Genomsnittlig årsnederbörd är 770 millimeter. Den regnigaste månaden är juli, med i genomsnitt 294 mm nederbörd, och den torraste är mars, med 4 mm nederbörd.